# Herpsilochmus longirostris
Herpsilochmus longirostris е вид птица от семейство Thamnophilidae.

## Разпространение
Видът е разпространен в Боливия и Бразилия.